# Tamanjaya (Tamansari)
Tamanjaya is een bestuurslaag in het regentschap Kota Tasikmalaya van de provincie West-Java, Indonesië. Tamanjaya telt 8736 inwoners (volkstelling 2010).